# Николенко, Ян Юрьевич
Ян (Я́ник) Ю́рьевич Нико́ленко (25 февраля 1973, Ленинград) — российский рок-музыкант, флейтист, клавишник, автор песен, лидер групп «Эдипов комплекс» и «Сети», участник группы «Би-2», экс-участник группы «Сплин».

## Биография
Ян Николенко родился в Ленинграде в 1973 году. В 1987 году Ян окончил музыкальную школу по классу флейты. После этого увлёкся журналистикой: занимался в Ленинградском Дворце пионеров, вёл один из выпусков радиопередачи «Пионерская зорька». В 1990 году поступил на филологический факультет ЛГУ. В 1990 году был приглашён в фолк-рок-группу Llanfair PG в качестве флейтиста. В этом коллективе Ян познакомился с бас-гитаристом Михаилом Хаитом, с которым в 1991 — 92 годах основал группу «Эдипов комплекс». В этом англоязычном проекте Николенко выступает уже не только в роли флейтиста, но и вокалиста, а также автора песен.
С 1990 по 1998 год Ян работает с петербургским автором-исполнителем Еленой Гудковой как музыкант, а при записи альбома «Посвящение ходячей горе» и как саунд-продюсер.
В 1998 году «Эдипов комплекс» распался и Николенко присоединился к группе «Сплин». Флейта и бэк-вокал Яна становятся неотъемлемой частью сплиновского саунда на 8 лет. В 2000 году Ян открывает новый русскоязычный проект «Сети», продолжая работать со «Сплином». В 2006 году Николенко покидает «Сплин», реанимирует «Эдипов комплекс» и какое-то время работает арт-директором в питерском клубе «Майна», а затем в московском клубе «BIJOU». С мая 2007 года по 2008 год Николенко входит в акустический состав коллектива Лены Тэ.
С 4 октября 2008 года Ян Николенко — флейтист и клавишник в «Би-2», а также (в соавторстве с Лёвой Би-2) пишет для группы тексты песен.
В 2010 году принял участие в записи кавер-версии песни группы «Машина времени» «Музыка под снегом» в исполнении группы «Високосный год» специально для трибьюта «Машинопись».

## Творчество
Для Николенко характерна эмоциональная контрастность аккомпанемента с мелодией или текстом. Так в одной песне могут быть противопоставлены мажорная мелодия и минорный текст. Тексты, как на английском, так и на русском языке, балансируют между проникновенной лиричностью и едким цинизмом. Для исполнительской манеры Николенко как флейтиста, так и вокалиста характерна повышенная экспрессия.

### Оценка творчества
Андрей Шевелев (газета "коМо"к):
…флейтист Ян Николенко — безусловно, один из сильнейших инструменталистов в нашей рок-музыке на сегодняшний день.
Андрей Бурлака (ROCK-N-ROLL.RU):
Ян Николенко обладает своеобразным, узнаваемым и весьма музыкальным голосом, его песни отличает характерный мелодический почерк.
Александр Васильев («Сплин»):
Яник сегодня — один из сильнейших ленинградских музыкантов. Я не знаю другого такого человека, который мог бы так импровизировать на своем инструменте.

## Дополнительные факты
- В 2002 году был переписчиком в рамках Всероссийской переписи населения[5]
- Соло Николенко на флейте в кавер-версии песни «Аквариума» «Аделаида», в оригинале исполнявшееся Дюшей Романовым, не только получило положительную оценку в прессе[6], но и произвело впечатление на вдову Романова[7][8].

## Дискография

### Альбомы
Студийные альбомы
| Год выпуска | Название альбома            | Исполнитель                                                   | Форма участия |
| ----------- | --------------------------- | ------------------------------------------------------------- | --- |
| 1992        | Кружева                     | Елена Гудкова                                                 | флейта |
| 1993        | Созерцательный вальс        | Елена Гудкова                                                 | флейта |
| 1995        | Рапсодия для воды           | Duty Free Zone Orchestra, Борис Гребенщиков — Алексей Зубарев | флейта |
| 1996        | Egoism                      | Эдипов комплекс                                               | флейта, вокал, авторство песен |
| 1996        | Посвящение ходячей горе     | Елена Гудкова                                                 | флейта, компьютерное программирование, музыкальное продюсирование |
| 1998        | Танец дилетантов            | Елена Гудкова                                                 | флейта |
| 1999        | Альтависта                  | Сплин                                                         | флейта, бэк-вокал |
| 2001        | 25 кадр                     | Сплин                                                         | флейта, клавишные, перкуссия, бэк-вокал |
| 2002        | Небо на Земле               | Сети                                                          | вокал, флейта, авторство песен |
| 2003        | Рожь и клевер               | Юта                                                           | флейта («Ты не я», «Вольная») |
| 2003        | Новые люди                  | Сплин                                                         | флейта, перкуссия, бэк-вокал |
| 2004        | Реверсивная хроника событий | Сплин                                                         | флейта, бэк-вокал, перкуссия |
| 2004        | Черновики                   | Александр Васильев                                            | флейта |
| 2005        | проект Нечётный воин        | Сети                                                          | флейта, вокал |
| 2007        | Раздвоение личности         | Сплин                                                         | флейта, клавишные, бэк-вокал |
| 2008        | Lost&Found                  | Эдипов комплекс                                               | вокал, флейта, клавишные, перкуссия, авторство песен |
| 2009        | Лунапарк                    | Би-2                                                          | клавишные, флейта, бэк-вокал, соавторство в текстах («Чёрная река», «Шар земной», «Луна-парк», «Караоке», «Смертельный номер», «Третий Рим», «Школа танцев», «Bowie», «Шамбала», «Банзай»)                                                           |
| 2010        | О чём говорят мужчины       | Би-2                                                          | клавишные, флейта, бэк-вокал, соавторство в текстах |
| 2011        | Нечётный воин 2,5           | Би-2                                                          | флейта |
| 2011        | Spirit                      | Би-2                                                          | клавишные, флейта, бэк-вокал, соавторство в текстах («Девушки», «Оптимист», «Заноза», «Любовь и ненависть», «Безвоздушная тревога», «Блеф», «1000 миль», «Гонка за жизнь», «Северная лень», «Место под солнцем», «Молитва»)                          |
| 2014        | #16плюс                     | Би-2                                                          | клавишные, флейта, бэк-вокал, соавторство в текстах («Не умирать молодым», «Хипстер», «Блюз 16+», «Забрали в армию», «Над пропастью во ржи», «Мать», «Компромисс», «Остров сломанных игрушек», «Только любовь починит», «Три сантиметра над землей») |
| 2015        | Клинч (саундтрек)           | Би-2                                                          | клавишные, флейта, бэк-вокал, перкуссия, соавторство в текстах («Не умирать молодым», «Рождество», «Три сантиметра над землей») |
| 2017        | Горизонт Событий            | Би-2                                                          | клавишные, флейта, бэк-вокал, перкуссия, соавторство в текстах |
| 2018        | Просто                      | Сети                                                          | вокал, флейта, клавишные, перкуссия, авторство песен |
| 2022        | Аллилуйя                    | Би-2                                                          | клавишные, флейта, бэк-вокал, перкуссия, соавторство в текстах |

Концертные альбомы
| Год выпуска | Название альбома                                     | Исполнитель | Форма участия                |
| ----------- | ---------------------------------------------------- | ----------- | ---------------------------- |
| 2000        | Альтависта live                                      | Сплин       | флейта, бэк-вокал, перкуссия |
| 2002        | Акустика                                             | Сплин       | флейта, перкуссия, бэк-вокал |
| 2010        | С гастролей по песне… (официальный интернет-bootleg) | Би-2        | флейта, мелодика, перкуссия  |

Сборники
| Год выпуска | Название альбома                      | Исполнитель   | Форма участия             |
| ----------- | ------------------------------------- | ------------- | ------------------------- |
| 2000        | Зн@менатель (сборник песен для радио) | Сплин         | флейта, бэк-вокал         |
| 2003        | Сокровище моё                         | Елена Гудкова | флейта («Строчки горели») |

Сплиты
| Год выпуска | Название альбома                  | Исполнитель | Форма участия     |
| ----------- | --------------------------------- | ----------- | ----------------- |
| 2001        | Fellini Tour (Би-2, Сплин, Томас) | Сплин       | флейта, бэк-вокал |

Трибьюты
| Год выпуска | Название альбома    | Исполнитель | Форма участия                      |
| ----------- | ------------------- | ----------- | ---------------------------------- |
| 2003        | Секретные материалы | Сплин       | флейта, бэк-вокал («Алиса»)        |
| 2003        | Секретные материалы | СЕtИ        | вокал, флейта («Зенит — чемпион!») |

### Мини-альбомы (EP)
| Год выпуска | Название альбома   | Исполнитель | Форма участия                        |
| ----------- | ------------------ | ----------- | ------------------------------------ |
| 2008        | Муза (EP)          | Би-2        | соавторство в тексте («Чёрная река») |
| 2010        | Бумажный змей (EP) | Би-2        | флейта, бэк-вокал                    |

### Синглы
| Год выпуска | Название альбома                       | Исполнитель                   | Форма участия                                                                |
| ----------- | -------------------------------------- | ----------------------------- | ---------------------------------------------------------------------------- |
| 2002        | Smile (сингл)                          | СЕtИ                          | вокал, флейта, авторство песен                                               |
| 2002        | Гандбол (сингл)                        | Сплин                         | флейта, перкуссия, бэк-вокал                                                 |
| 2004        | Романс (сингл)                         | Сплин                         | флейта                                                                       |
| 2009        | Bowie remixed                          | Би-2                          | соавторство в тексте («Bowie — album version»)                               |
| 2009        | Christmas (7 inch Интернет-сингл)      | Би-2                          | бэк-вокал, соавторство в тексте («Christmas»)                                |
| 2011        | Оптимист (сингл)                       | Би-2                          | соавторство в текстах («Оптимист», «Любовь и ненависть»), флейта («Февраль») |
| 2011        | Безвоздушная тревога (Интернет-сингл)  | Би-2 feat. Тамара Гвердцители | флейта, соавторство в тексте («Безвоздушная тревога»)                        |
| 2011        | Остров (version 2011) (Интернет-сингл) | Би-2 и Пикник                 | клавишные, бэк-вокал                                                         |
| 2020        | Мало                                   | Сети                          | вокал, флейта, клавишные, перкуссия, авторство песен                         |